# Artur da Costa e Silva
Maršal Artur da Costa e Silva (Taquari, 3. listopada 1902. – Rio de Janeiro, 17. prosinca 1969.), brazilski vojni časnik, državnik i političar, 30. predsjednik Brazila.
Bio je sin useljenika iz Madeire.
Nakon puča 1964. godine, u vladi Humberta de Alencara Castela Branca, bio je ministar rata i stekao je čin maršala.
Nakon Brancove smrti, kao kandidat stranke ARENA, postao je novi predsjednik. Preuzeo je velike ovlasti, postavši diktator. Potpuno je umanjio ulogu Kongresa. Pojačana je cenzura medija, a intelektualci su utišani na veoma specifičan način.
Na vlasti je bio od 15. ožujka 1967. do 31. kolovoza 1969. S vlasti su ga maknuli njegovi vojni ministri nakon što je pretrpio težak moždani udar.
Umro je u Rio de Janeiru u 67. godini.